# Ký ức ảo giác
Ký ức ảo giác (tựa gốc: Déjà Vu; tựa đề trên màn ảnh là Deja Vu) là một phim khoa học viễn tưởng giật gân của Mỹ năm 2006. Kịch bản phim do Bill Marsilii và Terry Rossio viết, và Jerry Bruckheimer sản xuất. Phim có sự tham gia của Denzel Washington, Paula Patton, Jim Caviezel, Val Kilmer, Adam Goldberg và Bruce Greenwood.